# Бендер-Гез
Бенде́р-Гез (перс. بندرگز‎) — город в северной части Ирана, в остане Голестан. Административный центр шахрестана Бендер-э-Газ.

## География
Расположен на южном берегу залива Горган, в 20 км к юго-западу от города Бендер-Торкеман и в 48 км к западу от города Горган, на южном берегу залива Горган. Побережье города знаменито своей особой природной красотой, водно-болотными угодьями, рощами и дикой природой.

## Население
Население города по данным на 2016 год составляет 20 742 человека. 
Динамика численности населения города по годам:
| 1996   | 2006   | 2011   | 2016   |
| ------ | ------ | ------ | ------ |
| 15 727 | 17 959 | 18 734 | 20 742 |

## Экономика
Город потерял значение важнейшего коммерческого порта западного Мазандерана, Семана и Хорасана после основания Бендер-Торкемана. После чего Бендер-Гез стал индустриальным центром, в том числе благодаря своему удобному положению на пути коммерческого шоссе на северо-западный Иран. Имеет место нефтедобывающая промышленность, переработка хлопка и риса.